# 袁寨镇 (颍东区)
袁寨镇，是中华人民共和国安徽省阜阳市颍东区下辖的一个乡镇级行政单位。

## 行政区划
袁寨镇下辖以下地区：
袁寨社区、王海社区、同力社区、江店村、临颍村、同庄村、西康村、北照村、前楼村、河北村、郝桥村、武郢村和范沟村。